# Правищки мост
Правищкият мост (на гръцки: Γεφύρι στην Αγία Παρασκευή) е стар каменен мост в Егейска Македония, Гърция, в кавалското градче Правища (Елевтеруполи).
Мостът се казва „Агия Параскеви“ и се намира в западната махала Аясма. Той е единственият оцелял от осемте каменни моста, пресичащи двата потока на градчето. Според местната устна традиция е построен от епирски занаятчии. Арката му е ажурна с ред камъни, увенчани с по-тънък каменен корниз. В миналото мостът е имал дървени парапети, които са заменени с метални, а палубата му е покрита с плочи.